# 기푸스코아도
기푸스코아 도(바스크어: Gipuzkoa, 스페인어: Guipúzcoa)는 스페인 바스크의 도이다. 인접 주로는 서쪽의 비스카야 도와 남서쪽의 알라바 도, 나바라 지방(남동쪽), 프랑스 피레네자틀랑티크주의 라부르 지역(동쪽)이 있으며, 북쪽으로 비스케이만이 있다.
면적은 1,980 제곱킬로미터로 에스파냐에서 가장 작은 도이다. 기푸스코아 도에는 88개 지자체가 있으며, 인구는 700,392명이다. (2008년 기준) 이 가운데 1/4은 주도 산세바스티안에 살고 있다. 그 외에 주요 도시로는 이룬, 에렌테리아, 사라우츠, 아라사테, 오냐티(옛 대학이 있다), 에이바르, 톨로사(한때 이 도의 중심도시이기도 하였다), 베아사인, 파사이아(도 항구), 온다리비아(프랑스 국경과 맞닿은 옛 요새 도시)가 있다. 이 지역 출신의 대표적인 인물로 라 오레하 데 반 고흐의 보컬인 레이레 마르티네스가 있다.